# Liste des lieux patrimoniaux de Winnipeg
Cet article recense les lieux patrimoniaux de Winnipeg inscrits au répertoire des lieux patrimoniaux du Canada, qu'ils soient de niveau provincial, fédéral ou municipal.
Pour le reste de la province, voir Liste des lieux patrimoniaux du Manitoba

## Liste
| [ 1 ] | Lieu patrimonial                                                                               | Illustration                                                                                  | Municipalité | Adresse                                         | Coordonnées      | No    | Constr. | Prot.                                | Rec. | Notes |
| ----- | ---------------------------------------------------------------------------------------------- | --------------------------------------------------------------------------------------------- | ------------ | ----------------------------------------------- | ---------------- | ----- | ------- | ------------------------------------ | ---- | ----- |
| E     | Édifice La Baie de Winnipeg                                                                    | Édifice La Baie de Winnipeg                                                                   | Winnipeg     | 450, avenue Portage                             | 49.5326 -97.0900 |       | 1926    | Winnipeg Landmark Heritage Structure | 2019 |       |
| M     | All People's Sutherland Mission                                                                | Téléverser                                                                                    | Winnipeg     | 119 Sutherland Avenue                           | 49.9059 -97.1275 | 8122  | 1909    | Winnipeg Landmark Heritage Structure | 2004 |       |
| P     | Ancien atelier de réparation de la Northern Pacific and Manitoba Railway                       | Téléverser                                                                                    | Winnipeg     | 45 Forks Market Road                            | 49.8876 -97.128  | 4568  | 1889    | Provincial Heritage Site             | 1995 |       |
| M     | Ancien théâtre Walker                                                                          | Ancien théâtre Walker                                                                         | Winnipeg     | 364, rue Smith                                  | 49.8958 -97.1437 | 5261  | 1906    | Winnipeg Landmark Heritage Structure | 1991 |       |
| F     | Ancienne gare de la Chemin de fer Canadien du Nord                                             | Téléverser                                                                                    | Winnipeg     | Inkster Blvd. and Sturgeon Rd.                  | 49.948 -97.26    | 6550  | 1910    | Heritage Railway Station             | 1991 |       |
| P     | Ancienne hôtellerie de la Trappe                                                               | Téléverser                                                                                    | Winnipeg     | 100 rue des Ruins de Monastere                  | 49.88 -97.17     | 4164  | 1912    | Provincial Heritage Site             | 1990 |       |
| P     | Ancienne église anglicane de Saint James                                                       | Téléverser                                                                                    | Winnipeg     | 540 Tylehurst Street                            | 49.8792 -97.1989 | 4509  | 1853    | Provincial Heritage Site             | 1998 |       |
| M     | Annexe de l'ancien édifice de banque d'Union                                                   | Téléverser                                                                                    | Winnipeg     | 500 Main Street                                 | 49.8987 -97.1395 | 8665  | 1898    | Winnipeg Landmark Heritage Structure | 1995 |       |
| M     | Appartements Ambassador                                                                        | Téléverser                                                                                    | Winnipeg     | 379 Hargrave Street                             | 49.8959 -97.1458 | 8743  | 1909    | Winnipeg Landmark Heritage Structure | 1986 |       |
| M     | Appartements Anvers                                                                            | Téléverser                                                                                    | Winnipeg     | 758 McMillan Avenue                             | 49.8709 -97.1551 | 5589  | 1912    | Winnipeg Landmark Heritage Structure | 1994 |       |
| M     | Appartements Bellcrest                                                                         | Téléverser                                                                                    | Winnipeg     | 72 Lenore Street                                | 49.8796 -97.1722 | 9028  | 1928    | Winnipeg Landmark Heritage Structure | 1994 |       |
| M     | Appartements Congress                                                                          | Téléverser                                                                                    | Winnipeg     | 300 River Avenue                                | 49.881 -97.1402  | 5847  | 1910    | Winnipeg Landmark Heritage Structure | 1988 |       |
| M     | Appartements DeBary                                                                            | Téléverser                                                                                    | Winnipeg     | 626 Wardlaw Avenue                              | 49.8747 -97.1498 | 8221  | 1913    | Winnipeg Landmark Heritage Structure | 1998 |       |
| M     | Appartements Lilly                                                                             | Téléverser                                                                                    | Winnipeg     | 6 Roslyn Road                                   | 49.8811 -97.1425 | 8129  | 1915    | Winnipeg Landmark Heritage Structure | 1987 |       |
| M     | Appartements Princeton                                                                         | Téléverser                                                                                    | Winnipeg     | 314 Broadway                                    | 49.8871 -97.1407 | 9421  | 1909    | Winnipeg Landmark Heritage Structure | 1997 |       |
| M     | Appartements Raleigh                                                                           | Téléverser                                                                                    | Winnipeg     | 340 Vaughan Street                              | 49.8932 -97.1509 | 8808  | 1931    | Winnipeg Landmark Heritage Structure | 2005 |       |
| M     | Appartements Roslyn Court                                                                      | Téléverser                                                                                    | Winnipeg     | 40 Osborne Street                               | 49.8804 -97.1469 | 6910  | 1909    | Winnipeg Landmark Heritage Structure | 1998 |       |
| M     | Appartements Rothesay                                                                          | Téléverser                                                                                    | Winnipeg     | 828 Preston Avenue                              | 49.8838 -97.1679 | 6013  | 1912    | Winnipeg Landmark Heritage Structure | 1991 |       |
| M     | Appartements Thelma                                                                            | Téléverser                                                                                    | Winnipeg     | 272 Home Street                                 | 49.8849 -97.1686 | 8719  | 1914    | Winnipeg Landmark Heritage Structure | 1993 |       |
| M     | Appartements Wardlow                                                                           | Téléverser                                                                                    | Winnipeg     | 544 Wardlaw Avenue                              | 49.8754 -97.1478 | 7726  | 1905    | Winnipeg Landmark Heritage Structure | 1999 |       |
| M     | Appartements Warwick                                                                           | Téléverser                                                                                    | Winnipeg     | 366 Qu'Appelle Avenue                           | 49.8954 -97.1478 | 7727  | 1909    | Winnipeg Landmark Heritage Structure | 1983 |       |
| M     | Bank of British North America                                                                  | Téléverser                                                                                    | Winnipeg     | 436 Main Street                                 | 49.8967 -97.1393 | 8663  | 1904    | Winnipeg Landmark Heritage Structure | 1997 |       |
| M     | Banque Alloway et Champion                                                                     | Téléverser                                                                                    | Winnipeg     | 667 Main Street                                 | 49.9031 -97.1349 | 7346  | 1905    | Winnipeg Landmark Heritage Structure | 1986 |       |
| M     | Banque de Commerce                                                                             | Téléverser                                                                                    | Winnipeg     | 389 Main Street                                 | 49.8968 -97.1383 | 5949  | 1912    | Winnipeg Landmark Heritage Structure | 1979 |       |
| M     | Banque de Montréal                                                                             | Téléverser                                                                                    | Winnipeg     | 335 Main Street                                 | 49.8952 -97.1377 | 8611  | 1913    | Winnipeg Landmark Heritage Structure | 1980 |       |
| M     | Banque de Montréal                                                                             | Téléverser                                                                                    | Winnipeg     | 426 Portage Avenue                              | 49.8939 -97.1374 | 7916  | 1927    | Winnipeg Landmark Heritage Structure | 1989 |       |
| M     | Banque de Toronto                                                                              | Téléverser                                                                                    | Winnipeg     | 456 Main Street                                 | 49.8974 -97.1394 | 7338  | 1906    | Winnipeg Landmark Heritage Structure | 1984 |       |
| M     | Banque impériale du Canada                                                                     | Téléverser                                                                                    | Winnipeg     | 441 Main Street                                 | 49.8981 -97.1386 | 8660  | 1906    | Winnipeg Landmark Heritage Structure | 1997 |       |
| M     | Barrière de Silver Heights                                                                     | Téléverser                                                                                    | Winnipeg     | Mount Royal Road at Traill Avenue               | 49.8769 -97.2456 | 6829  | 1951    | Winnipeg Landmark Heritage Structure | 1995 |       |
| M     | Barrières à East Gate, West Gate et Middle Gate                                                | Téléverser                                                                                    | Winnipeg     | Cornish Avenue                                  | 49.8788 -97.1583 | 6828  | 1911    | Winnipeg Landmark Heritage Structure | 1988 |       |
| M     | Bibliothèque Carnegie                                                                          | Téléverser                                                                                    | Winnipeg     | 380 Wiliam Avenue                               | 49.9003 -97.1451 | 6904  | 1908    | Winnipeg Landmark Heritage Structure | 1984 |       |
| M     | Bibliothèque Cornish                                                                           | Téléverser                                                                                    | Winnipeg     | 20 West Gate                                    | 49.8784 -97.1599 | 6885  | 1915    | Winnipeg Landmark Heritage Structure | 1993 |       |
| M     | Bureaux municipaux de Transcona                                                                | Téléverser                                                                                    | Winnipeg     | 141 Regent Avenue West                          | 49.8953 -97.0052 | 7701  | 1925    | Winnipeg Landmark Heritage Structure | 1980 |       |
| F     | Bâtiment 21                                                                                    | Téléverser                                                                                    | Winnipeg     |                                                 | 49.8918 -97.2364 | 11118 | 1941    | Recognized Federal Heritage Building | 1997 |       |
| F     | Bâtiment 84                                                                                    | Téléverser                                                                                    | Winnipeg     | 17 Wing                                         | 49.893 -97.2489  | 9584  | 1954    | Recognized Federal Heritage Building | 1997 |       |
| F     | Bâtiment 86                                                                                    | Téléverser                                                                                    | Winnipeg     |                                                 | 49.8941 -97.2492 | 9621  | 1956    | Recognized Federal Heritage Building | 1997 |       |
| M     | Bâtiment Adelman                                                                               | Téléverser                                                                                    | Winnipeg     | 92-100 Princess Street                          | 49.8984 -97.1424 | 7741  | 1912    | Winnipeg Landmark Heritage Structure | 1983 |       |
| M     | Bâtiment Casa Loma                                                                             | Téléverser                                                                                    | Winnipeg     | 644 Portage Avenue                              | 49.8882 -97.1586 | 1561  | 1909    | Winnipeg Landmark Heritage Structure | 1991 |       |
| M     | Bâtiment Chatfield Distributors                                                                | Téléverser                                                                                    | Winnipeg     | 168 Bannatyne Avenue                            | 49.8976 -97.1375 | 12054 | 1905    | Winnipeg Landmark Heritage Structure | 1983 |       |
| M     | Bâtiment Dingwall                                                                              | Téléverser                                                                                    | Winnipeg     | 62 Albert Street                                | 49.8966 -97.1406 | 9442  | 1911    | Winnipeg Landmark Heritage Structure | 1985 |       |
| M     | Bâtiment Donald H. Bain                                                                        | Téléverser                                                                                    | Winnipeg     | 115 Bannatyne Avenue                            | 49.8973 -97.1347 | 6836  | 1899    | Winnipeg Landmark Heritage Structure | 1980 |       |
| M     | Bâtiment Earn International                                                                    | Téléverser                                                                                    | Winnipeg     | 78 Princess Street                              | 49.8981 -97.1427 | 12048 | 1891    | Winnipeg Landmark Heritage Structure | 1998 |       |
| M     | Bâtiment Galpern                                                                               | Téléverser                                                                                    | Winnipeg     | 165 McDermot Avenue                             | 49.8972 -97.1371 | 7719  | 1906    | Winnipeg Landmark Heritage Structure | 1985 |       |
| M     | Bâtiment Gregg                                                                                 | Téléverser                                                                                    | Winnipeg     | 52 Albert Street                                | 49.8963 -97.1406 | 8741  | 1902    | Winnipeg Landmark Heritage Structure | 1986 |       |
| M     | Bâtiment Johnston Terminal                                                                     | Téléverser                                                                                    | Winnipeg     | 45 Forks Market Road                            | 49.8872 -97.1298 | 8195  | 1930    | Winnipeg Landmark Heritage Structure | 1988 |       |
| M     | Bâtiment Klinic                                                                                | Téléverser                                                                                    | Winnipeg     | 545 Broadway                                    | 49.8858 -97.1516 | 8667  | 1904    | Winnipeg Landmark Heritage Structure | 1991 |       |
| M     | Bâtiment Lake of the Woods                                                                     | Téléverser                                                                                    | Winnipeg     | 212 McDermot Avenue                             | 49.8969 -97.1397 | 4636  | 1901    | Winnipeg Landmark Heritage Structure | 2003 |       |
| M     | Bâtiment Massey                                                                                | Téléverser                                                                                    | Winnipeg     | 294 William Avenue                              | 49.8993 -97.1411 | 8484  | 1885    | Winnipeg Landmark Heritage Structure | 1983 |       |
| M     | Bâtiment McClary                                                                               | Téléverser                                                                                    | Winnipeg     | 185 Bannatyne Avenue                            | 49.8982 -97.138  | 6967  | 1912    | Winnipeg Landmark Heritage Structure | 1987 |       |
| M     | Bâtiment Merchants                                                                             | Téléverser                                                                                    | Winnipeg     | 250 McDermot Avenue                             | 49.8969 -97.1409 | 11536 | 1898    | Winnipeg Landmark Heritage Structure | 2008 |       |
| M     | Bâtiment Miller and Richard Type Foundry                                                       | Téléverser                                                                                    | Winnipeg     | 121/123 Princess Street                         | 49.8989 -97.1414 | 8236  | 1905    | Winnipeg Landmark Heritage Structure | 1999 |       |
| M     | Bâtiment Public Press                                                                          | Téléverser                                                                                    | Winnipeg     | 290 Vaughan Street                              | 49.8921 -97.1504 | 8606  | 1917    | Winnipeg Landmark Heritage Structure | 1997 |       |
| M     | Bâtiment R.J. Whitla et compagnie                                                              | Téléverser                                                                                    | Winnipeg     | 70 Arthur Street                                | 49.897 -97.1416  | 11523 | 1911    | Winnipeg Landmark Heritage Structure | 2008 |       |
| M     | Bâtiment Robinson, Little et compagnie                                                         | Téléverser                                                                                    | Winnipeg     | 54 Arthur Street                                | 49.8967 -97.1418 | 11522 | 1903    | Winnipeg Landmark Heritage Structure | 2008 |       |
| M     | Bâtiment Swiss                                                                                 | Téléverser                                                                                    | Winnipeg     | 137 Bannatyne Avenue                            | 49.8976 -97.1358 | 8742  | 1883    | Winnipeg Landmark Heritage Structure | 1986 |       |
| M     | Bâtiment T.W. Taylor                                                                           | Téléverser                                                                                    | Winnipeg     | 177 McDermot Avenue                             | 49.8989 -97.1376 | 8800  | 1882    | Winnipeg Landmark Heritage Structure | 1985 |       |
| M     | Bâtiment W.F. Alloway                                                                          | Téléverser                                                                                    | Winnipeg     | 179 McDermot Avenue                             | 49.8974 -97.1378 | 7339  | 1903    | Winnipeg Landmark Heritage Structure | 1985 |       |
| M     | Bâtiment Western Glove Works                                                                   | Téléverser                                                                                    | Winnipeg     | 321 McDermot Avenue                             | 49.8984 -97.144  | 9404  | 1912    | Winnipeg Landmark Heritage Structure | 1987 |       |
| M     | Bâtiment de l'imprimerie Stovel                                                                | Téléverser                                                                                    | Winnipeg     | 365 Bannatyne Avenue                            | 49.9 -97.1454    | 8583  | 1916    | Winnipeg Landmark Heritage Structure | 1992 |       |
| M     | Bâtiment de la Great West Saddlery                                                             | Téléverser                                                                                    | Winnipeg     | 113 Market Avenue                               | 49.8984 -97.1347 | 12051 | 1911    | Winnipeg Landmark Heritage Structure | 1985 |       |
| M     | Bâtiment de la Northern Electric                                                               | Téléverser                                                                                    | Winnipeg     | 140 Bannatyne Avenue                            | 49.8973 -97.1365 | 7340  | 1928    | Winnipeg Landmark Heritage Structure | 1985 |       |
| M     | Bâtiment de la Toronto Type Foundry                                                            | Téléverser                                                                                    | Winnipeg     | 175 McDermot Avenue                             | 49.8974 -97.1375 | 6830  | 1881    | Winnipeg Landmark Heritage Structure | 1988 |       |
| P     | Bâtiment du St. John's Telephone Exchange                                                      | Téléverser                                                                                    | Winnipeg     | 405 Burrows Avenue                              | 49.9175 -97.1379 | 4353  | 1911    | Provincial Heritage Site             | 1994 |       |
| M     | Caserne de pompiers de Saint-Vital                                                             | Téléverser                                                                                    | Winnipeg     | 598-600 St. Mary's Road                         | 49.8635 -97.1115 | 8214  | 1914    | Winnipeg Landmark Heritage Structure | 1982 |       |
| M     | Caserne de pompiers no 1 de Saint-Boniface                                                     | Téléverser                                                                                    | Winnipeg     | 212 Rue Dumoulin                                | 49.8932 -97.1209 | 8043  | 1907    | Winnipeg Landmark Heritage Structure | 1987 |       |
| M     | Caserne de pompiers no 12                                                                      | Téléverser                                                                                    | Winnipeg     | 1055 Dorchester Avenue                          | 49.8676 -97.1695 | 12055 | 1912    | Winnipeg Landmark Heritage Structure | 1983 |       |
| M     | Caserne de pompiers no 3                                                                       | Téléverser                                                                                    | Winnipeg     | 56 Maple Street                                 | 49.9036 -97.1318 | 5853  | 1904    | Winnipeg Landmark Heritage Structure | 1991 |       |
| M     | Caserne de pompiers no 8                                                                       | Téléverser                                                                                    | Winnipeg     | 325 Talbot Avenue                               | 49.9077 -97.1102 | 7909  | 1906    | Winnipeg Landmark Heritage Structure | 1984 |       |
| P     | La cathédrale de Saint-Boniface                                                                | La cathédrale de Saint-Boniface                                                               | Winnipeg     | 190, avenue de la Cathédrale                    | 49.8893 -97.1223 | 8394  | 1908    | Provincial Heritage Site             | 1994 |       |
| M     | Centre culturel ukrainien                                                                      | Centre culturel ukrainien                                                                     | Winnipeg     | 184 Alexander Avenue                            | 49.9012 -97.1359 | 8226  | 1913    | Winnipeg Landmark Heritage Structure | 1980 |       |
| M     | Centre de l'Independent Order of Odd Fellows                                                   | Téléverser                                                                                    | Winnipeg     | 72 Princess Street                              | 49.8977 -97.1431 | 12923 | 1884    | Winnipeg Landmark Heritage Structure | 1986 |       |
| M     | Chambres de chemin de fer Électrique                                                           | Chambres de chemin de fer Électrique                                                          | Winnipeg     | 213 Notre Dame Avenue                           | 49.8956 -97.1403 | 12052 | 1913    | Winnipeg Landmark Heritage Structure | 1987 |       |
| M     | Château d'eau du service des eaux de Saint-Boniface                                            | Téléverser                                                                                    | Winnipeg     | 552 Plinguet Street                             | 49.8926 -97.1016 | 8133  | 1936    | Winnipeg Landmark Heritage Structure | 1995 |       |
| M     | Citadelle de l'Armée du Salut                                                                  | Téléverser                                                                                    | Winnipeg     | 221 Rupert Avenue                               | 49.9013 -97.1383 | 12049 | 1901    | Winnipeg Landmark Heritage Structure | 1983 |       |
| M     | Clocher du temple Calvary                                                                      | Téléverser                                                                                    | Winnipeg     | 400 Hargrave Street                             | 48.8966 -97.1463 | 6580  | 1894    | Winnipeg Landmark Heritage Structure | 1985 |       |
| M     | Club Belge                                                                                     | Téléverser                                                                                    | Winnipeg     | 407 Provencher Boulevard                        | 49.8952 -97.1112 | 8232  | 1914    | Winnipeg Landmark Heritage Structure | 1999 |       |
| M     | Club de curling Granite                                                                        | Téléverser                                                                                    | Winnipeg     | 22 Mostyn Place                                 | 49.8826 -97.1505 | 8215  | 1913    | Winnipeg Landmark Heritage Structure | 1986 |       |
| M     | Couvent des Sœurs Grises                                                                       | Téléverser                                                                                    | Winnipeg     | 494 Tache Avenue                                | 49.8878 -97.1231 | 8607  | 1851    | Winnipeg Landmark Heritage Structure | 1995 |       |
| P     | Couvent des Sœurs Grises                                                                       | Couvent des Sœurs Grises                                                                      | Winnipeg     | 494 Tache Avenue                                | 49.888 -97.1231  | 8608  | 1851    | Provincial Heritage Site             | 1991 |       |
| P     | Couvent des sœurs des saints-noms de Jésus et de Marie                                         | Téléverser                                                                                    | Winnipeg     | 432 Joubert Street North                        | 49.445 -96.992   | 3857  | 1901    | Provincial Heritage Site             | 1989 |       |
| M     | Duplex de la rue Edmonton                                                                      | Téléverser                                                                                    | Winnipeg     | 368-370 Edmonton Street                         | 49.8949 -97.1489 | 7344  | 1901    | Winnipeg Landmark Heritage Structure | 1984 |       |
| M     | École Earl Grey                                                                                | Téléverser                                                                                    | Winnipeg     | 340 Cockburn Street                             | 49.8675 -97.1507 | 6047  | 1914    | Winnipeg Landmark Heritage Structure | 1981 |       |
| M     | École Isbister                                                                                 | École Isbister                                                                                | Winnipeg     | 310 Vaughan Street                              | 49.8925 -97.151  | 5834  | 1899    | Winnipeg Landmark Heritage Structure | 1982 |       |
| P     | École Isbister                                                                                 | École Isbister                                                                                | Winnipeg     | 310, rue Vaughan                                | 49.8925 -97.151  | 5835  | 1899    | Provincial Heritage Site             | 1984 |       |
| M     | École Julia Clark                                                                              | Téléverser                                                                                    | Winnipeg     | 615 Academy Road                                | 49.8754 -97.1998 | 8132  | 1918    | Winnipeg Landmark Heritage Structure | 1997 |       |
| P     | École Kildonan                                                                                 | Téléverser                                                                                    | Winnipeg     | 2373 Main Street                                | 49.9537 -97.0975 | 4599  | 1865    | Provincial Heritage Site             | 1990 |       |
| M     | École Laura-Secord                                                                             | Téléverser                                                                                    | Winnipeg     | 960 Wolseley Avenue                             | 49.8789 -97.1725 | 5370  | 1913    | Winnipeg Landmark Heritage Structure | 1985 |       |
| M     | École Principal Sparling                                                                       | Téléverser                                                                                    | Winnipeg     | 1150 Sherburn Street                            | 49.9044 -97.1751 | 5400  | 1913    | Winnipeg Landmark Heritage Structure | 1993 |       |
| M     | École Sir Sam Steele                                                                           | Téléverser                                                                                    | Winnipeg     | 15 Chester Street                               | 49.9022 -97.0878 | 8220  | 1921    | Winnipeg Landmark Heritage Structure | 1997 |       |
| M     | École Wolseley                                                                                 | Téléverser                                                                                    | Winnipeg     | 511 Clifton Street                              | 49.8812 -97.1857 | 6095  | 1921    | Winnipeg Landmark Heritage Structure | 2001 |       |
| P     | École normale centrale (Winnipeg)                                                              | Téléverser                                                                                    | Winnipeg     | 442 William Avenue                              | 49.9015 -97.1479 | 3908  | 1906    | Provincial Heritage Site             | 1991 |       |
| M     | École normale de Saint-Boniface                                                                | Téléverser                                                                                    | Winnipeg     | 210 Masson Street                               | 49.8913 -97.1205 | 13545 | 1902    | Winnipeg Landmark Heritage Structure | 1989 |       |
| M     | École normale provinciale                                                                      | Téléverser                                                                                    | Winnipeg     | 442 William Avenue                              | 49.9014 -97.1478 | 8309  | 1906    | Winnipeg Landmark Heritage Structure | 1991 |       |
| P     | École pour les sourds du Manitoba                                                              | Téléverser                                                                                    | Winnipeg     | 500 Shaftesbury Blvd.                           | 49.8597 -97.2376 | 5066  | 1922    | Provincial Heritage Site             | 2000 |       |
| M     | Édifice Albert                                                                                 | Téléverser                                                                                    | Winnipeg     | 86 Albert Street                                | 49.8974 -97.1405 | 8701  | 1901    | Winnipeg Landmark Heritage Structure | 1984 |       |
| M     | Édifice Bate                                                                                   | Téléverser                                                                                    | Winnipeg     | 221 McDermot Avenue                             | 49.8973 -97.14   | 8491  | 1883    | Winnipeg Landmark Heritage Structure | 1981 |       |
| M     | Édifice Carlton                                                                                | Téléverser                                                                                    | Winnipeg     | 354 Portage Avenue                              | 49.8925 -97.1454 | 6168  | 1912    | Winnipeg Landmark Heritage Structure | 2002 |       |
| M     | Édifice Confederation Life                                                                     | Téléverser                                                                                    | Winnipeg     | 457 Main Street                                 | 49.8986 -97.1389 | 5950  | 1912    | Winnipeg Landmark Heritage Structure | 1988 |       |
| M     | Édifice Curry                                                                                  | Téléverser                                                                                    | Winnipeg     | 233 Portage Avenue                              | 49.8951 -97.1406 | 5927  | 1915    | Winnipeg Landmark Heritage Structure | 1998 |       |
| M     | Édifice Dawson Richardson                                                                      | Téléverser                                                                                    | Winnipeg     | 171 McDermot Avenue                             | 49.8973 -97.1372 | 5929  | 1921    | Winnipeg Landmark Heritage Structure | 1985 |       |
| M     | Édifice de l'Union Bank (Édifice de la Banque Royale)                                          | Édifice de l'Union Bank (Édifice de la Banque Royale)                                         | Winnipeg     | 504 Main Street                                 | 49.8989 -97.1396 | 8645  | 1904    | Winnipeg Landmark Heritage Structure | 1995 |       |
| M     | Édifice de la Banque Royale du Canada                                                          | Téléverser                                                                                    | Winnipeg     | 460 Main Street                                 | 49.8975 -97.1394 | 6660  | 1911    | Winnipeg Landmark Heritage Structure | 1997 |       |
| M     | Édifice de la Bourse                                                                           | Téléverser                                                                                    | Winnipeg     | 160 Princess Street                             | 49.9002 -97.1414 | 7351  | 1898    | Winnipeg Landmark Heritage Structure | 1979 |       |
| M     | Édifice de la Canada Permanent                                                                 | Téléverser                                                                                    | Winnipeg     | 298 Garry Street                                | 49.8938 -97.1409 | 6661  | 1909    | Winnipeg Landmark Heritage Structure | 1985 |       |
| M     | Édifice de la Chambre de Commerce                                                              | Téléverser                                                                                    | Winnipeg     | 177 Lombard Avenue                              | 49.8965 -97.1375 | 9401  | 1923    | Winnipeg Landmark Heritage Structure | 1983 |       |
| M     | Édifice de la Greater Winnipeg Gas Company                                                     | Téléverser                                                                                    | Winnipeg     | 265 Notre Dame Avenue                           | 49.8961 -97.1422 | 5854  | 1930    | Winnipeg Landmark Heritage Structure | 1988 |       |
| M     | Édifice de la YMCA                                                                             | Téléverser                                                                                    | Winnipeg     | 301 Vaughan Street                              | 49.8923 -97.1498 | 5928  | 1913    | Winnipeg Landmark Heritage Structure | 1985 |       |
| M     | Édifice de la banque Dominion                                                                  | Téléverser                                                                                    | Winnipeg     | 678 Main Street                                 | 49.9043 -97.1352 | 8810  | 1907    | Winnipeg Landmark Heritage Structure | 2007 |       |
| P     | Édifice du central téléphonique Garry                                                          | Téléverser                                                                                    | Winnipeg     | 474 Hargrave Street                             | 49.9 -97.15      | 4175  | 1909    | Provincial Heritage Site             | 1987 |       |
| F     | Édifice fédéral                                                                                | Téléverser                                                                                    | Winnipeg     | 269 Main Street                                 | 49.893 -97.137   | 2967  | 1936    | Classified Federal Heritage Building | 1990 |       |
| M     | Édifice Free Press                                                                             | Téléverser                                                                                    | Winnipeg     | 300 Carlton Street                              | 49.8936 -97.1468 | 5926  | 1913    | Winnipeg Landmark Heritage Structure | 1998 |       |
| M     | Édifice Gault                                                                                  | Téléverser                                                                                    | Winnipeg     | 100 Arthur Street                               | 49.8984 -97.1424 | 5845  | 1903    | Winnipeg Landmark Heritage Structure | 1982 |       |
| M     | Édifice Grange                                                                                 | Téléverser                                                                                    | Winnipeg     | 173 McDermot Avenue                             | 49.8973 -97.1374 | 6012  | 1887    | Winnipeg Landmark Heritage Structure | 1985 |       |
| P     | Édifice Great-West Life                                                                        | Téléverser                                                                                    | Winnipeg     | 177 Lombard Avenue                              | 49.8965 -97.1375 | 9415  | 1923    | Provincial Heritage Site             | 1985 |       |
| M     | Édifice Hammond                                                                                | Téléverser                                                                                    | Winnipeg     | 63 Albert Street                                | 49.8966 -97.14   | 8574  | 1909    | Winnipeg Landmark Heritage Structure | 1980 |       |
| M     | Édifice Henderson                                                                              | Téléverser                                                                                    | Winnipeg     | 332 Bannatyne Avenue                            | 49.8989 -97.1436 | 8811  | 1910    | Winnipeg Landmark Heritage Structure | 2005 |       |
| M     | Édifice Hochman                                                                                | Téléverser                                                                                    | Winnipeg     | 154 Princess Street                             | 49.9001 -97.1414 | 7350  | 1882    | Winnipeg Landmark Heritage Structure | 1979 |       |
| M     | Édifice Maltese Cross                                                                          | Téléverser                                                                                    | Winnipeg     | 66 King Street                                  | 49.8973 -97.142  | 7023  | 1909    | Winnipeg Landmark Heritage Structure | 1997 |       |
| M     | Édifice Marshall-Wells                                                                         | Téléverser                                                                                    | Winnipeg     | 123 Bannatyne Avenue                            | 49.8975 -97.1352 | 5851  | 1900    | Winnipeg Landmark Heritage Structure | 1983 |       |
| M     | Édifice Marshall-Wells                                                                         | Téléverser                                                                                    | Winnipeg     | 136 Market Avenue                               | 49.8982 -97.1358 | 6837  | 1912    | Winnipeg Landmark Heritage Structure | 1987 |       |
| M     | Édifice Mitchell-Copp                                                                          | Téléverser                                                                                    | Winnipeg     | 315 Portage Avenue                              | 49.8938 -97.1442 | 9029  | 1906    | Winnipeg Landmark Heritage Structure | 1997 |       |
| M     | Édifice New Hargrave                                                                           | Téléverser                                                                                    | Winnipeg     | 361-365 Hargrave Street                         | 49.8954 -97.1454 | 7870  | 1922    | Winnipeg Landmark Heritage Structure | 2002 |       |
| M     | Édifice Paris                                                                                  | Téléverser                                                                                    | Winnipeg     | 259 Portage Avenue                              | 49.8948 -97.1413 | 5852  | 1917    | Winnipeg Landmark Heritage Structure | 1981 |       |
| M     | Édifice Ryan                                                                                   | Téléverser                                                                                    | Winnipeg     | 44 Princess Street                              | 49.8969 -97.1439 | 8237  | 1907    | Winnipeg Landmark Heritage Structure | 1998 |       |
| M     | Édifice Sparling Sales Ltd.                                                                    | Téléverser                                                                                    | Winnipeg     | 120 King Street                                 | 49.8988 -97.1409 | 5597  | 1896    | Winnipeg Landmark Heritage Structure | 1983 |       |
| F     | Édifice Stanley Knowles / Revenu                                                               | Téléverser                                                                                    | Winnipeg     | 391 York Avenue                                 | 49.8884 -97.1456 | 4144  | 1959    | Recognized Federal Heritage Building | 1999 |       |
| M     | Édifice Sterling Cloak                                                                         | Téléverser                                                                                    | Winnipeg     | 110 Princess Street                             | 49.8991 -97.1421 | 8610  | 1907    | Winnipeg Landmark Heritage Structure | 1985 |       |
| M     | Édifice Sures                                                                                  | Téléverser                                                                                    | Winnipeg     | 246 McDermot Avenue                             | 49.8969 -97.1407 | 5930  | 1882    | Winnipeg Landmark Heritage Structure | 1983 |       |
| M     | Édifice Travellers                                                                             | Téléverser                                                                                    | Winnipeg     | 283 Bannatyne Avenue                            | 49.8984 -97.1411 | 8744  | 1907    | Winnipeg Landmark Heritage Structure | 1979 |       |
| M     | Édifice Union Tower                                                                            | Téléverser                                                                                    | Winnipeg     | 191 Lombard Avenue                              | 49.8965 -97.1383 | 5932  | 1912    | Winnipeg Landmark Heritage Structure | 1983 |       |
| M     | Édifice Utility                                                                                | Édifice Utility                                                                               | Winnipeg     | 164 Princess Street                             | 49.9004 -97.1413 | 7359  | 1902    | Winnipeg Landmark Heritage Structure | 1979 |       |
| M     | Édifice Western                                                                                | Téléverser                                                                                    | Winnipeg     | 90 Albert Street                                | 49.8975 -97.1405 | 5849  | 1901    | Winnipeg Landmark Heritage Structure | 1985 |       |
| M     | Église Bethlehem Aboriginal Fellowship                                                         | Téléverser                                                                                    | Winnipeg     | 294 Burrows Avenue                              | 49.9155 -97.1348 | 7908  | 1908    | Winnipeg Landmark Heritage Structure | 2000 |       |
| M     | Église St. John's                                                                              | Téléverser                                                                                    | Winnipeg     | 250 Cathedral Avenue                            | 49.9244 -97.128  | 8585  | 1923    | Winnipeg Landmark Heritage Structure | 1988 |       |
| M     | Église anglicane Holy Trinity                                                                  | Téléverser                                                                                    | Winnipeg     | 256 Smith Street                                | 49.8926 -97.1422 | 11538 | 1884    | Winnipeg Landmark Heritage Structure | 2008 |       |
| P     | Église anglicane St. Luke's                                                                    | Téléverser                                                                                    | Winnipeg     | 130 Nassau Street                               | 49.8785 -97.1492 | 7718  | 1914    | Provincial Heritage Site             | 1997 |       |
| M     | Église anglicane St. Michael and All Angels                                                    | Téléverser                                                                                    | Winnipeg     | 300 Hugo Street North                           | 49.8694 -97.1493 | 7914  | 1920    | Winnipeg Landmark Heritage Structure | 1989 |       |
| M     | Église catholique St. Edward the Confessor                                                     | Téléverser                                                                                    | Winnipeg     | 836 Arlington Street                            | 49.9025 -97.1686 | 5394  | 1913    | Winnipeg Landmark Heritage Structure | 1981 |       |
| P     | Église missionnaire First Scandinavian                                                         | Téléverser                                                                                    | Winnipeg     | 268 Ellen Street                                | 49.9001 -97.146  | 3973  | 1897    | Provincial Heritage Site             | 1993 |       |
| M     | Église missionnaire Scandinave                                                                 | Téléverser                                                                                    | Winnipeg     | 268 Ellen Street                                | 49.9049 -97.1437 | 7336  | 1897    | Winnipeg Landmark Heritage Structure | 1987 |       |
| M     | Église orthodoxe ukrainienne St. Michael's                                                     | Téléverser                                                                                    | Winnipeg     | 110 Disraeli Street                             | 49.9059 -97.125  | 11537 | 1902    | Winnipeg Landmark Heritage Structure | 2008 |       |
| M     | Église presbytérienne St. John's                                                               | Téléverser                                                                                    | Winnipeg     | 251 Bannerman Avenue                            | 49.9256 -97.127  | 8584  | 1928    | Winnipeg Landmark Heritage Structure | 1989 |       |
| P     | Église presbytérienne de Kildonan                                                              | Téléverser                                                                                    | Winnipeg     | 201 John Black Avenue                           | 49.9531 -97.0988 | 6748  | 1854    | Provincial Heritage Site             | 1993 |       |
| M     | Église presbytérienne de Kildonan                                                              | Téléverser                                                                                    | Winnipeg     | 201 John Black Avenue                           | 49.9531 -97.0988 | 4639  | 1854    | Winnipeg Landmark Heritage Structure | 1994 |       |
| M     | Église unie Augustine                                                                          | Téléverser                                                                                    | Winnipeg     | 444 River Avenue                                | 49.8842 -97.1354 | 11817 | 1904    | Winnipeg Landmark Heritage Structure | 2008 |       |
| P     | Église unie Knox                                                                               | Téléverser                                                                                    | Winnipeg     | 400 Edmonton Street                             | 49.8957 -97.1496 | 4294  | 1917    | Provincial Heritage Site             | 1990 |       |
| P     | Église unie de Westminster                                                                     | Téléverser                                                                                    | Winnipeg     | 745 Westminster Avenue                          | 49.8822 -97.1617 | 8150  | 1912    | Provincial Heritage Site             | 1992 |       |
| M     | Église unie de Westminster                                                                     | Téléverser                                                                                    | Winnipeg     | 745 Westminster Avenue                          | 49.8822 -97.1617 | 7699  | 1912    | Winnipeg Landmark Heritage Structure | 1992 |       |
| M     | Entrepôt Ashdown                                                                               | Téléverser                                                                                    | Winnipeg     | 167 Bannatyne Avenue                            | 49.8958 -97.1369 | 4633  | 1911    | Winnipeg Landmark Heritage Structure | 1985 |       |
| M     | Entrepôt Frost et Wood                                                                         | Téléverser                                                                                    | Winnipeg     | 230 Princess Street                             | 49.9022 -97.1397 | 8669  | 1906    | Winnipeg Landmark Heritage Structure | 2002 |       |
| M     | Entrepôt de la Great West Saddlery                                                             | Téléverser                                                                                    | Winnipeg     | 112-114 Market Avenue                           | 49.898 -97.1349  | 12053 | 1898    | Winnipeg Landmark Heritage Structure | 1990 |       |
| M     | Entrepôt de la Scott Fruit Company                                                             | Téléverser                                                                                    | Winnipeg     | 319 Elgin Avenue                                | 49.9009 -97.1417 | 3022  | 1914    | Winnipeg Landmark Heritage Structure | 2004 |       |
| F     | Entrepôt de vérification des douanes                                                           | Téléverser                                                                                    | Winnipeg     |                                                 | 49.897 -97.136   | 3616  | 1908    | Recognized Federal Heritage Building | 1989 |       |
| M     | Façade de l'ancien Odd Fellows Temple                                                          | Téléverser                                                                                    | Winnipeg     |                                                 | 49.8927 -97.1488 | 8193  |         | Winnipeg Landmark Heritage Structure | 1985 |       |
| P     | Fontaine Waddell                                                                               | Téléverser                                                                                    | Winnipeg     | 410 Cumberland Avenue                           | 49.8965 -97.1487 | 6737  | 1914    | Provincial Heritage Site             | 1993 |       |
| M     | Fontaine Waddell                                                                               | Téléverser                                                                                    | Winnipeg     | 410 Cumberland Avenue                           | 49.8965 -97.1487 | 6595  | 1914    | Winnipeg Landmark Heritage Structure | 1988 |       |
| F     | Gare Union                                                                                     | Téléverser                                                                                    | Winnipeg     | 123 Main Street                                 | 49.889 -97.134   | 4514  | 1911    | Heritage Railway Station             | 1989 |       |
| F     | Gare Union / Gare du Canadien National à Winnipeg                                              | Gare Union / Gare du Canadien National à Winnipeg                                             | Winnipeg     | 123 Main Street                                 | 49.8889 -97.1342 | 4484  | 1911    | LHN                                  | 1976 |       |
| M     | Gare du Canadien Pacifique                                                                     | Téléverser                                                                                    | Winnipeg     | 181 Higgins Avenue                              | 49.9047 -97.1317 | 6343  | 1905    | Winnipeg Landmark Heritage Structure | 1993 |       |
| F     | Gare du Canadien Pacifique à Winnipeg                                                          | Gare du Canadien Pacifique à Winnipeg                                                         | Winnipeg     | 181 Higgins Avenue                              | 49.9045 -97.1318 | 7402  | 1906    | LHN                                  | 1982 |       |
| P     | Gare du Canadien Pacifique de Winnipeg                                                         | Téléverser                                                                                    | Winnipeg     | 181 Higgins Avenue                              | 49.9047 -97.1317 | 6345  | 1905    | Provincial Heritage Site             | 1993 |       |
| M     | Gare du Greater Winnipeg Water District                                                        | Téléverser                                                                                    | Winnipeg     | 598 Plinguet Street                             | 49.8932 -97.1    | 8223  | 1929    | Winnipeg Landmark Heritage Structure | 1995 |       |
| F     | Gare ferroviaire du Canadien Pacifique                                                         | Téléverser                                                                                    | Winnipeg     | 181 Higgins Avenue                              | 49.905 -97.132   | 6467  | 1906    | Heritage Railway Station             | 1989 |       |
| M     | Grille du domaine Nanton                                                                       | Téléverser                                                                                    | Winnipeg     | 229 Roslyn Road                                 | 49.8794 -97.1521 | 8461  | 1900    | Winnipeg Landmark Heritage Structure | 1981 |       |
| M     | Hample Building                                                                                | Téléverser                                                                                    | Winnipeg     | 271-273 1/2 Portage Avenue                      | 49.8946 -97.1421 | 16349 | 1906    | Winnipeg Landmark Heritage Structure | 2008 |       |
| F     | Hangar 10                                                                                      | Téléverser                                                                                    | Winnipeg     | 10 East Street                                  | 49.8956 -97.2462 | 12961 | 1953    | Recognized Federal Heritage Building | 2004 |       |
| F     | Hangar 11                                                                                      | Téléverser                                                                                    | Winnipeg     | 11 East Street                                  | 49.8956 -97.2462 | 12963 | 1953    | Recognized Federal Heritage Building | 2007 |       |
| F     | Hangar 16                                                                                      | Téléverser                                                                                    | Winnipeg     | 16 East Street                                  | 49.8956 -97.2462 | 12960 | 1955    | Recognized Federal Heritage Building | 2007 |       |
| M     | Hôtel Criterion                                                                                | Téléverser                                                                                    | Winnipeg     | 214 McDermot Avenue                             | 49.8969 -97.1398 | 6905  | 1903    | Winnipeg Landmark Heritage Structure | 1981 |       |
| F     | Hôtel de ville de Saint-Boniface                                                               | Hôtel de ville de Saint-Boniface                                                              | Winnipeg     | 219, boulevard Provencher                       | 49.8927 -97.1213 | 4444  | 1905    | LHN                                  | 1984 |       |
| M     | Hôtel Drake                                                                                    | Téléverser                                                                                    | Winnipeg     | 146 Princess Street                             | 49.9 -97.1416    | 7347  | 1882    | Winnipeg Landmark Heritage Structure | 1979 |       |
| M     | Hôtel Fort Garry                                                                               | Hôtel Fort Garry                                                                              | Winnipeg     | 222, avenue Broadway                            | 49.888 -97.1364  | 5383  | 1913    | Winnipeg Landmark Heritage Structure | 1980 |       |
| P     | Hôtel Fort Garry                                                                               | Hôtel Fort Garry                                                                              | Winnipeg     | 222, avenue Broadway                            | 49.888 -97.1364  | 5395  | 1913    | Provincial Heritage Site             | 1990 |       |
| M     | Hôtel Marlborough                                                                              | Téléverser                                                                                    | Winnipeg     | 331 Smith Street                                | 49.895 -97.1426  | 8673  | 1923    | Winnipeg Landmark Heritage Structure | 1998 |       |
| M     | Hôtel Royal Albert Arms                                                                        | Téléverser                                                                                    | Winnipeg     | 48 Albert Street                                | 49.8962 -97.1407 | 6736  | 1913    | Winnipeg Landmark Heritage Structure | 1981 |       |
| M     | Hôtel de ville de Saint-Boniface                                                               | Hôtel de ville de Saint-Boniface                                                              | Winnipeg     | 219 Provencher Boulevard                        | 49.8929 -97.1207 | 5924  | 1906    | Winnipeg Landmark Heritage Structure | 1981 |       |
| M     | Immeuble Bathgate                                                                              | Téléverser                                                                                    | Winnipeg     | 242 Princess Street                             | 49.9027 -97.1395 | 8051  | 1883    | Winnipeg Landmark Heritage Structure | 2004 |       |
| M     | Immeuble Bedford                                                                               | Téléverser                                                                                    | Winnipeg     | 281 McDermot Avenue                             | 49.8977 -97.1418 | 8492  | 1903    | Winnipeg Landmark Heritage Structure | 1983 |       |
| M     | Immeuble Birks                                                                                 | Immeuble Birks                                                                                | Winnipeg     | 276 Portage Avenue                              | 49.894 -97.1418  | 1535  | 1901    | Winnipeg Landmark Heritage Structure | 1999 |       |
| M     | Immeuble Garry                                                                                 | Téléverser                                                                                    | Winnipeg     | 290 Garry Street                                | 49.8937 -97.141  | 6835  | 1911    | Winnipeg Landmark Heritage Structure | 1988 |       |
| M     | Immeuble Kilgour                                                                               | Téléverser                                                                                    | Winnipeg     | 181 Bannatyne Avenue                            | 49.8982 -97.1379 | 9420  | 1905    | Winnipeg Landmark Heritage Structure | 2000 |       |
| M     | Immeuble MacKenzie                                                                             | Téléverser                                                                                    | Winnipeg     | 141 Bannatyne Avenue                            | 49.8977 -97.136  | 8244  | 1903    | Winnipeg Landmark Heritage Structure | 1993 |       |
| M     | Immeuble McCormicks Limited                                                                    | Téléverser                                                                                    | Winnipeg     | 425 Henry Avenue                                | 49.9065 -97.1429 | 6096  | 1912    | Winnipeg Landmark Heritage Structure | 1988 |       |
| M     | Immeuble Oldfield, Kirby et Gardner                                                            | Téléverser                                                                                    | Winnipeg     | 234 Portage Avenue                              | 49.8946 -97.14   | 2097  | 1909    | Winnipeg Landmark Heritage Structure | 2004 |       |
| M     | Immeuble Paterson                                                                              | Téléverser                                                                                    | Winnipeg     | 54 Donald Street                                | 49.886 -97.1398  | 8806  | 1909    | Winnipeg Landmark Heritage Structure | 2005 |       |
| M     | Immeuble Peck                                                                                  | Téléverser                                                                                    | Winnipeg     | 33 Princess Street                              | 49.8965 -97.1433 | 2579  | 1907    | Winnipeg Landmark Heritage Structure | 1984 |       |
| M     | Immeuble Stovel                                                                                | Immeuble Stovel                                                                               | Winnipeg     | 245 McDermot Avenue                             | 49.8974 -97.1412 | 5402  | 1893    | Winnipeg Landmark Heritage Structure | 1998 |       |
| M     | Immeuble Telegram                                                                              | Téléverser                                                                                    | Winnipeg     | 70 Albert Street                                | 49.8969 -97.1405 | 2763  | 1882    | Winnipeg Landmark Heritage Structure | 1980 |       |
| M     | Immeuble Trend Interiors                                                                       | Téléverser                                                                                    | Winnipeg     | 91 Albert Street                                | 49.8975 -97.1399 | 8668  | 1899    | Winnipeg Landmark Heritage Structure | 1980 |       |
| M     | Immeuble de la Banque de Hamilton                                                              | Téléverser                                                                                    | Winnipeg     | 395 Main Street                                 | 49.893 -97.1388  | 7345  | 1918    | Winnipeg Landmark Heritage Structure | 1979 |       |
| M     | Immeuble de la North West Commercial Travellers' Association                                   | Téléverser                                                                                    | Winnipeg     | 291 Garry Street                                | 49.8938 -97.1402 | 5765  | 1916    | Winnipeg Landmark Heritage Structure | 2002 |       |
| M     | Immeuble de la compagnie Smart Bag                                                             | Téléverser                                                                                    | Winnipeg     | 145 Pacific Avenue                              | 49.9007 -97.1345 | 15838 | 1913    | Winnipeg Landmark Heritage Structure | 2009 |       |
| P     | L'église cathédrale de Saint John                                                              | Téléverser                                                                                    | Winnipeg     | 135 Anderson Avenue                             | 49.5515 -97.0728 | 4508  | 1959    | Provincial Heritage Site             | 2004 |       |
| P     | La Chapelle de Notre-Dame-du-Bons-Secours                                                      | Téléverser                                                                                    | Winnipeg     | 80, rue Pierre                                  | 49.7656 -97.1452 | 3552  | 1875    | Provincial Heritage Site             | 1989 |       |
| F     | Lieu historique national du Canada Appartements Roslyn Court                                   | Téléverser                                                                                    | Winnipeg     | 105 Roslyn Road / 40 Osborne Street             | 49.8803 -97.1467 | 1159  | 1909    | National Historic Site of Canada     | 1991 |       |
| F     | Lieu historique national du Canada Dalnavert                                                   | Téléverser                                                                                    | Winnipeg     | 61 Carlton Street                               | 49.8865 -97.1424 | 3999  | 1895    | National Historic Site of Canada     | 1990 |       |
| F     | Lieu historique national du Canada Forts Rouge, Garry et Gibraltar                             | Téléverser                                                                                    | Winnipeg     |                                                 | 49.888 -97.1354  | 13312 | 1836    | National Historic Site of Canada     | 1924 |       |
| F     | Lieu historique national du Canada Théâtre Metropolitan                                        | Lieu historique national du Canada Théâtre Metropolitan                                       | Winnipeg     | 291 Donald Street                               | 49.8934 -97.1431 | 3110  | 1919    | National Historic Site of Canada     | 1991 |       |
| F     | Lieu historique national du Canada de La Fourche                                               | Téléverser                                                                                    | Winnipeg     | 45 Forks Market Road                            | 49.8885 -97.1276 | 4488  |         | National Historic Site of Canada     | 1974 |       |
| F     | Lieu historique national du Canada de l'Hôtel-Fort Garry                                       | Lieu historique national du Canada de l'Hôtel-Fort Garry                                      | Winnipeg     | 222 Broadway Avenue                             | 49.888 -97.1369  | 1190  | 1913    | National Historic Site of Canada     | 1981 |       |
| F     | Lieu historique national du Canada de l'Ancien édifice de l'Union Bank of Canada et son annexe | Téléverser                                                                                    | Winnipeg     | 500-504 Main Street                             | 49.8988 -97.1391 | 1136  | 1904    | National Historic Site of Canada     | 1996 |       |
| F     | Lieu historique national du Canada de l'Édifice-Confédération                                  | Téléverser                                                                                    | Winnipeg     | 457 Main Street                                 | 49.8984 -97.1388 | 7599  | 1912    | National Historic Site of Canada     | 1976 |       |
| F     | Lieu historique national du Canada de l'Église-Anglicane-Holy-Trinity                          | Lieu historique national du Canada de l'Église-Anglicane-Holy-Trinity                         | Winnipeg     | 269 Donald Street                               | 49.8925 -97.1422 | 12894 | 1884    | National Historic Site of Canada     | 1990 |       |
| F     | Lieu historique national du Canada de la Bataille-de-Seven Oaks                                | Téléverser                                                                                    | Winnipeg     |                                                 | 49.9314 -97.1209 | 16005 |         | National Historic Site of Canada     | 1920 |       |
| F     | Lieu historique national du Canada de la Maison-Ralph-Connor                                   | Lieu historique national du Canada de la Maison-Ralph-Connor                                  | Winnipeg     | 54 West Gate                                    | 49.8775 -97.1588 | 15003 | 1914    | National Historic Site of Canada     | 2009 |       |
| F     | Lieu historique national du Canada de la Résidence-d'Infirmières-de-l'Hôpital-de-St. Boniface  | Lieu historique national du Canada de la Résidence-d'Infirmières-de-l'Hôpital-de-St. Boniface | Winnipeg     | 409 Tache Avenue                                | 49.8856 -97.1238 | 13401 | 1928    | National Historic Site of Canada     | 1997 |       |
| F     | Lieu historique national du Canada des Gratte-Ciel-de-Winnipeg                                 | Téléverser                                                                                    | Winnipeg     | 191 Lombard Ave.; 395 Main St.; 457 Main Street | 49.8964 -97.1383 | 10702 | 1918    | National Historic Site of Canada     | 1980 |       |
| F     | Lieu historique national du Canada du Canal-de-Dérivation-de-la-Rivière Rouge                  | Téléverser                                                                                    | Winnipeg     |                                                 | 49.7514 -97.1328 | 13693 | 1968    | National Historic Site of Canada     | 2000 |       |
| F     | Lieu historique national du Canada du Couvent-des-Sœurs-Grises                                 | Téléverser                                                                                    | Winnipeg     | 494 Tache Avenue                                | 49.8878 -97.1236 | 7420  | 1851    | LHN                                  | 1958 |       |
| F     | Lieu historique national du Canada du Manitoba Theatre Centre                                  | Téléverser                                                                                    | Winnipeg     | 174 Market Avenue                               | 49.8775 -97.1364 | 14667 | 1970    | National Historic Site of Canada     | 2009 |       |
| F     | Lieu historique national du Canada du Palais-de-Justice-de-Winnipeg                            | Téléverser                                                                                    | Winnipeg     | 391 Broadway Avenue                             | 49.8868 -97.1462 | 12789 | 1916    | National Historic Site of Canada     | 1980 |       |
| F     | Lieu historique national du Canada du Quartier-de-la-Bourse                                    | Lieu historique national du Canada du Quartier-de-la-Bourse                                   | Winnipeg     | North of Portage and Main                       | 49.8987 -97.1406 | 1208  | 1913    | National Historic Site of Canada     | 1997 |       |
| F     | Lieu historique national du Canada du Temple-du-Travail-Ukrainien                              | Téléverser                                                                                    | Winnipeg     | 591-595 Pritchard Avenue                        | 49.9179 -97.1485 | 13921 | 1919    | National Historic Site of Canada     | 2009 |       |
| F     | Lieu historique national du Canada du Théâtre-Pantages-Playhouse                               | Téléverser                                                                                    | Winnipeg     | 180 Market Avenue                               | 49.8988 -97.138  | 12956 | 1914    | National Historic Site of Canada     | 1985 |       |
| F     | Lieu historique national du Canada du Théâtre-Walker                                           | Téléverser                                                                                    | Winnipeg     | 364 Smith Street                                | 49.8956 -97.1431 | 7747  | 1907    | National Historic Site of Canada     | 1991 |       |
| M     | Magasin Ashdown                                                                                | Téléverser                                                                                    | Winnipeg     | 211 Bannatyne Avenue                            | 49.8981 -97.1397 | 8390  | 1905    | Winnipeg Landmark Heritage Structure | 2001 |       |
| M     | Magasin de chaussures Macdonald                                                                | Téléverser                                                                                    | Winnipeg     | 490 Main Street                                 | 49.8985 -97.1397 | 8454  | 1883    | Winnipeg Landmark Heritage Structure | 1996 |       |
| M     | Maison Aikins (école Balmoral Hall)                                                            | Téléverser                                                                                    | Winnipeg     | 630 Westminster Avenue                          | 49.8809 -97.1566 | 7705  | 1901    | Winnipeg Landmark Heritage Structure | 1999 |       |
| M     | Maison Benard                                                                                  | Téléverser                                                                                    | Winnipeg     | 454 Edmonton Street                             | 49.8974 -97.1504 | 6076  | 1903    | Winnipeg Landmark Heritage Structure | 1986 |       |
| M     | Maison Bernier                                                                                 | Téléverser                                                                                    | Winnipeg     | 265 Provencher Boulevard                        | 49.89 -97.12     | 7752  | 1882    | Winnipeg Landmark Heritage Structure | 1989 |       |
| P     | Maison Bernier                                                                                 | Téléverser                                                                                    | Winnipeg     | 265 Provencher Boulevard                        | 49.89 -97.12     | 4151  | 1882    | Provincial Heritage Site             | 1991 |       |
| M     | Maison Caron                                                                                   | Téléverser                                                                                    | Winnipeg     | 50 Cass Street                                  | 49.8714 -97.3207 | 8213  | 1901    | Winnipeg Landmark Heritage Structure | 1981 |       |
| P     | Maison Gabrielle Roy                                                                           | Maison Gabrielle Roy                                                                          | Winnipeg     | 375, rue Deschambault                           | 49.8881 -97.1098 | 8694  | 1905    | Site du patrimoine provincial        | 2001 |       |
| F     | Maison Gabrielle-Roy                                                                           | Maison Gabrielle-Roy                                                                          | Winnipeg     | 375, rue Deschambault                           | 49.8901 -97.1101 | 16342 | 1905    | LHN                                  | 2009 |       |
| M     | Maison Glines                                                                                  | Téléverser                                                                                    | Winnipeg     | 55 Hargrave Street                              | 49.886 -97.1405  | 8578  | 1906    | Winnipeg Landmark Heritage Structure | 1989 |       |
| M     | Maison H.E. Sharpe                                                                             | Téléverser                                                                                    | Winnipeg     | 56 Balmoral Street                              | 49.883 -97.153   | 9416  | 1906    | Winnipeg Landmark Heritage Structure | 1990 |       |
| M     | Maison Inkster                                                                                 | Téléverser                                                                                    | Winnipeg     | 1637 Main Street                                | 49.9329 -97.1199 | 5931  | 1875    | Winnipeg Landmark Heritage Structure | 1980 |       |
| M     | Maison J.C. Falls                                                                              | Téléverser                                                                                    | Winnipeg     | 36 Roslyn Road                                  | 49.8807 -97.1438 | 8384  | 1907    | Winnipeg Landmark Heritage Structure | 1994 |       |
| M     | Maison J.W. Harris                                                                             | Téléverser                                                                                    | Winnipeg     | 26 Edmonton Street                              | 49.8845 -97.1433 | 8702  | 1902    | Winnipeg Landmark Heritage Structure | 1998 |       |
| M     | Maison John C. Graham                                                                          | Téléverser                                                                                    | Winnipeg     | 137 Scott Street                                | 49.8791 -97.1415 | 8586  | 1902    | Winnipeg Landmark Heritage Structure | 1989 |       |
| M     | Maison John Duncan McArthur                                                                    | Téléverser                                                                                    | Winnipeg     | 159 Mayfair Avenue                              | 49.8842 -97.1354 | 11539 | 1903    | Winnipeg Landmark Heritage Structure | 2008 |       |
| M     | Maison Kelly                                                                                   | Téléverser                                                                                    | Winnipeg     | 88 Adelaide Street                              | 49.8985 -97.1436 | 9462  | 1882    | Winnipeg Landmark Heritage Structure | 1982 |       |
| M     | Maison Kerr                                                                                    | Téléverser                                                                                    | Winnipeg     | 351 Assiniboine Avenue                          | 49.885 -97.1397  | 7872  | 1887    | Winnipeg Landmark Heritage Structure | 1989 |       |
| M     | Maison Kittson                                                                                 | Téléverser                                                                                    | Winnipeg     | 165 La Verendrye Street                         | 49.8947 -97.1247 | 7365  | 1878    | Winnipeg Landmark Heritage Structure | 1983 |       |
| F     | Maison Louis-Riel                                                                              | Maison Louis-Riel                                                                             | Winnipeg     | 330, chemin River                               | 49.819 -97.136   | 9528  | 1881    | ÉFP reconnu                          | 2000 | [ 3 ] |
| M     | Maison Macdonald                                                                               | Maison Macdonald                                                                              | Winnipeg     | 61 Carlton Street                               | 49.886 -97.1419  | 8120  | 1895    | Winnipeg Landmark Heritage Structure | 1995 |       |
| M     | Maison McBeth                                                                                  | Téléverser                                                                                    | Winnipeg     | 31 McBeth Street                                | 49.9563 -97.0849 | 8191  | 1913    | Winnipeg Landmark Heritage Structure | 1985 |       |
| M     | Maison McDougall                                                                               | Téléverser                                                                                    | Winnipeg     | 3514 Pembina Highway                            | 49.7667 -97.1542 | 8058  | 1883    | Winnipeg Landmark Heritage Structure | 1988 |       |
| M     | Maison Moyse                                                                                   | Téléverser                                                                                    | Winnipeg     | 838 Wolseley Avenue                             | 49.8789 -97.1662 | 8642  | 1913    | Winnipeg Landmark Heritage Structure | 1986 |       |
| M     | Maison Pembina Highway                                                                         | Téléverser                                                                                    | Winnipeg     | 3514 Pembina Highway                            | 49.7667 -97.1539 | 8059  | 1884    | Winnipeg Landmark Heritage Structure | 1984 |       |
| M     | Maison Penrose                                                                                 | Téléverser                                                                                    | Winnipeg     | 444 Logan Avenue                                | 49.9052 -97.1448 | 6075  | 1894    | Winnipeg Landmark Heritage Structure | 1987 |       |
| M     | Maison R.R. Scott                                                                              | Téléverser                                                                                    | Winnipeg     | 29 Ruskin Row                                   | 49.8741 -97.1631 | 6886  | 1914    | Winnipeg Landmark Heritage Structure | 1992 |       |
| P     | Maison Ralph-Connor                                                                            | Téléverser                                                                                    | Winnipeg     | 54 West Gate                                    | 49.8744 -97.1559 | 6289  | 1914    | Provincial Heritage Site             | 2004 |       |
| M     | Maison Ralph-Connor                                                                            | Téléverser                                                                                    | Winnipeg     | 54 West Gate                                    | 49.8774 -97.1592 | 6876  | 1914    | Winnipeg Landmark Heritage Structure | 1983 |       |
| F     | Maison Riel                                                                                    | Maison Riel                                                                                   | Winnipeg     | 330, chemin River                               | 49.8192 -97.1362 | 7762  | 1881    | LHN                                  | 1976 | [ 4 ] |
| M     | Maison Roy                                                                                     | Maison Roy                                                                                    | Winnipeg     | 375 rue Deschambault                            | 49.8881 -97.1095 | 8698  | 1905    | Structure du patrimoine de Winnipeg  | 1982 |       |
| M     | Maison W.M. Ashdown                                                                            | Téléverser                                                                                    | Winnipeg     | 121 Kate Street                                 | 49.9024 -97.1519 | 5594  | 1882    | Winnipeg Landmark Heritage Structure | 1988 |       |
| M     | Maison William Brown                                                                           | Téléverser                                                                                    | Winnipeg     | 3180 Portage Avenue                             | 49.8805 -97.2883 | 8196  | 1856    | Winnipeg Landmark Heritage Structure | 2000 |       |
| M     | Maison d'honneur                                                                               | Téléverser                                                                                    | Winnipeg     | 100 rue des Ruins de Monastere                  | 49.7577 -97.1527 | 6858  | 1912    | Winnipeg Landmark Heritage Structure | 1980 |       |
| M     | Maison de Comoy                                                                                | Téléverser                                                                                    | Winnipeg     | 150 Princess Street                             | 49.9001 -97.1415 | 7349  | 1882    | Winnipeg Landmark Heritage Structure | 1979 |       |
| P     | Maison de Sir Hugh John Macdonald                                                              | Téléverser                                                                                    | Winnipeg     | 61 Carlton Street                               | 49.8854 -97.1417 | 3995  | 1895    | Provincial Heritage Site             | 1987 |       |
| F     | Manège militaire B-8 (Salle de la Corée)                                                       | Téléverser                                                                                    | Winnipeg     | 1984 Grant Avenue                               | 49.8532 -97.2096 | 11496 | 1955    | Recognized Federal Heritage Building | 2004 |       |
| F     | Manège militaire Minto                                                                         | Téléverser                                                                                    | Winnipeg     | Minto Street                                    | 49.8945 -97.2348 | 4343  | 1915    | Recognized Federal Heritage Building | 1991 |       |
| F     | Manège militaire de la rue McGregor                                                            | Téléverser                                                                                    | Winnipeg     | 515 Machray Avenue                              | 49.9276 -97.1392 | 9558  | 1915    | Recognized Federal Heritage Building | 1994 |       |
| M     | Merchants Bank                                                                                 | Téléverser                                                                                    | Winnipeg     | 1386 Main Street                                | 49.9251 -97.1258 | 8740  | 1913    | Winnipeg Landmark Heritage Structure | 1985 |       |
| M     | Mission de la Lighthouse                                                                       | Téléverser                                                                                    | Winnipeg     | 669 Main Street                                 | 49.9032 -97.1348 | 6728  | 1913    | Winnipeg Landmark Heritage Structure | 1986 |       |
| M     | Monument aux morts belge                                                                       | Monument aux morts belge                                                                      | Winnipeg     |                                                 | 49.8949 -97.1112 | 8134  |         | Winnipeg Landmark Heritage Structure | 1995 |       |
| M     | Musée Seven Oaks                                                                               | Musée Seven Oaks                                                                              | Winnipeg     | 115 Rupertsland Blvd.                           | 49.9302 -97.1168 | 5925  | 1853    | Winnipeg Landmark Heritage Structure | 1997 |       |
| M     | Musée de la maison Ross                                                                        | Téléverser                                                                                    | Winnipeg     | 140 Meade Street North                          | 49.9069 -97.1296 | 6667  | 1855    | Winnipeg Landmark Heritage Structure | 1980 |       |
| P     | Palais législatif du Manitoba                                                                  | Palais législatif du Manitoba                                                                 | Winnipeg     | 450 Broadway                                    | 49.8814 -97.1393 | 15362 | 1920    | Site du patrimoine provincial        | 1989 |       |
| M     | Pantages Playhouse Theatre                                                                     | Téléverser                                                                                    | Winnipeg     | 180 Market Avenue                               | 49.8989 -97.1379 | 7367  | 1914    | Winnipeg Landmark Heritage Structure | 2004 |       |
| M     | Pasadena Apartments                                                                            | Téléverser                                                                                    | Winnipeg     | 220 Hugo Street North                           | 49.8726 -97.1518 | 8381  | 1912    | Winnipeg Landmark Heritage Structure | 1988 |       |
| P     | Pavillon commémoratif en hommage aux femmes                                                    | Téléverser                                                                                    | Winnipeg     | 200 Woodlawn Street                             | 49.8775 -97.2347 | 8801  | 1931    | Provincial Heritage Site             | 2005 |       |
| M     | Pavillon de Wesley                                                                             | Téléverser                                                                                    | Winnipeg     | 515 Portage Avenue                              | 49.8908 -97.1533 | 8224  | 1895    | Winnipeg Landmark Heritage Structure | 2001 |       |
| M     | Pavillon du parc Assiniboine                                                                   | Pavillon du parc Assiniboine                                                                  | Winnipeg     | 55 Pavilion Crescent                            | 49.8721 -97.2301 | 8233  | 1930    | Winnipeg Landmark Heritage Structure | 1982 |       |
| M     | Pavillon mémorial d'hommage aux femmes                                                         | Téléverser                                                                                    | Winnipeg     | 200 Woodlawn Street                             | 49.8775 -97.2347 | 8549  | 1931    | Winnipeg Landmark Heritage Structure | 1987 |       |
| M     | Piscine Sherbrook                                                                              | Téléverser                                                                                    | Winnipeg     | 381 Sherbrook Street                            | 49.89 -97.1585   | 8643  | 1930    | Winnipeg Landmark Heritage Structure | 2001 |       |
| M     | Portage Village Inn                                                                            | Téléverser                                                                                    | Winnipeg     | 311 Portage Avenue                              | 49.8938 -97.1438 | 9027  | 1920    | Winnipeg Landmark Heritage Structure | 1999 |       |
| M     | Porte de l'Upper Fort Garry                                                                    | Porte de l'Upper Fort Garry                                                                   | Winnipeg     | 130 Main Street                                 | 49.888 -97.1353  | 6939  | 1853    | Winnipeg Landmark Heritage Structure | 1991 |       |
| P     | Première église presbytérienne                                                                 | Téléverser                                                                                    | Winnipeg     | 61Picardy Place                                 | 49.886 -97.166   | 3856  | 1927    | Provincial Heritage Site             | 1989 |       |
| M     | Résidence Fortune                                                                              | Téléverser                                                                                    | Winnipeg     | 393 Wellington Crescent                         | 49.8733 -97.1572 | 8700  | 1911    | Winnipeg Landmark Heritage Structure | 1984 |       |
| M     | Résidence J.B. Monk                                                                            | Téléverser                                                                                    | Winnipeg     | 134 West Gate                                   | 49.8754 -97.1573 | 7703  | 1882    | Winnipeg Landmark Heritage Structure | 1995 |       |
| F     | Résidence du commandant                                                                        | Téléverser                                                                                    | Winnipeg     | 205 Dromore Avenue                              | 49.8727 -97.1697 | 13394 | 1912    | Recognized Federal Heritage Building | 2008 |       |
| P     | Ruines du monastère des trappistes                                                             | Ruines du monastère des trappistes                                                            | Winnipeg     |                                                 | 49.7567 -97.1538 | 6856  | 1905    | Provincial Heritage Site             | 1988 |       |
| M     | Sellerie Birt's                                                                                | Téléverser                                                                                    | Winnipeg     | 468 Main Street                                 | 49.8977 -97.1395 | 12050 | 1901    | Winnipeg Landmark Heritage Structure | 1984 |       |
| M     | Sous-poste de police du nord                                                                   | Téléverser                                                                                    | Winnipeg     | 200 Charles Street                              | 49.915 -97.1351  | 6031  | 1911    | Winnipeg Landmark Heritage Structure | 1990 |       |
| F     | Succursale postale « B »                                                                       | Téléverser                                                                                    | Winnipeg     | 1048 Main Street                                | 49.914 -97.132   | 3618  | 1907    | Recognized Federal Heritage Building | 1989 |       |
| M     | Temple Khartum (maison J.H. Ashdown)                                                           | Téléverser                                                                                    | Winnipeg     | 529 Wellington Crescent                         | 49.8766 -97.1613 | 6438  | 1913    | Winnipeg Landmark Heritage Structure | 1983 |       |
| P     | Temple ouvrier ukrainien                                                                       | Téléverser                                                                                    | Winnipeg     | 591 Pritchard Avenue                            | 49.9178 -97.1485 | 3954  | 1919    | Provincial Heritage Site             | 1995 |       |
| M     | Temple ouvrier ukrainien                                                                       | Téléverser                                                                                    | Winnipeg     | 591 Pritchard Avenue                            | 49.9179 -97.1485 | 6725  | 1919    | Winnipeg Landmark Heritage Structure | 1997 |       |
| M     | Théâtre Metropolitan                                                                           | Téléverser                                                                                    | Winnipeg     | 281-285 Donald Street                           | 49.8931 -97.1427 | 7725  | 1920    | Winnipeg Landmark Heritage Structure | 1997 |       |
| P     | Théâtre Pantages Playhouse                                                                     | Téléverser                                                                                    | Winnipeg     | 180 Market Avenue                               | 49.8989 -97.1379 | 7397  | 1914    | Provincial Heritage Site             | 2004 |       |
| P     | Théâtre Walker                                                                                 | Théâtre Walker                                                                                | Winnipeg     | 364 Smith Street                                | 49.8958 -97.1437 | 5265  | 1906    | Site du patrimoine provincial        | 1991 |       |
| M     | Tour de l'église unie de Young                                                                 | Téléverser                                                                                    | Winnipeg     | 212 Furby Street                                | 49.8856 -97.158  | 6657  | 1910    | Winnipeg Landmark Heritage Structure | 1986 |       |
| M     | Uptown Theatre                                                                                 | Téléverser                                                                                    | Winnipeg     | 394 Academy Road                                | 49.8734 -97.1828 | 6046  | 1931    | Winnipeg Landmark Heritage Structure | 1986 |       |